# Псалом 4
Псалом 4 — четвертий псалом Книги псалмів. Авторство традиційно приписується царю Давиду. Текст псалому — це відображення роздумів Давида, які він проголошував усім грішникам, звертаючись до Авесалома. Послання псалому полягає в тому, що перемоги грішників є лише тимчасовими і безглуздими, і що тільки покаяння може принести справжнє щастя. Це прохання до Бога про звільнення від минулих поневірянь.

## Текст
| Вірш | Гебрейська мова                                          | Давньогрецька мова (Септуаґінта) | Латинська мова (Вульгата)                                                                                           | Українська мова (Переклад Хоменка) |
| ---- | -------------------------------------------------------- | --- | --- | --- |
| 1    | לַמְנַצֵּחַ בִּנְגִינוֹת, מִזְמוֹר לְדָוִד                                | Εἰς τὸ τέλος, ἐν ψαλμοῖς· ᾠδὴ τῷ Δαυιδ. | [In finem] [In carminibus psalmus David]                                                                            | Провідникові хору. На струнах. Псалом Давида.                                                                                          |
| 2    | בְּקָרְאִי, עֲנֵנִי אֱלֹהֵי צִדְקִי--בַּצָּר, הִרְחַבְתָּ לִּי; חָנֵּנִי, וּשְׁמַע תְּפִלָּתִי   | ᾿Εν τῷ ἐπικαλεῖσθαί με εἰσήκουσέν μου ὁ θεὸς τῆς δικαιοσύνης μου· ἐν θλίψει ἐπλάτυνάς μοι· οἰκτίρησόν με καὶ εἰσάκουσον τῆς προσευχῆς μου.    | Cum invocarem exaudivit me Deus iustitiae meae in tribulatione dilatasti mihi miserere mei et exaudi orationem meam | Вислухай мене, коли буду взивати, мій Боже справедливий! У тісноті моїй дав ти мені пільгу. Змилуйся надо мною й вислухай мою молитву! |
| 3    | בְּנֵי אִישׁ, עַד-מֶה כְבוֹדִי לִכְלִמָּה--תֶּאֱהָבוּן רִיק; תְּבַקְשׁוּ כָזָב סֶלָה    | υἱοὶ ἀνθρώπων, ἕως πότε βαρυκάρδιοι; ἵνα τί ἀγαπᾶτε ματαιότητα καὶ ζητεῖτε ψεῦδος; διάψαλμα. [Pause]                                          | Filii hominum usquequo gravi corde ut quid diligitis vanitatem et quaeritis mendacium [diapsalma]                   | О сини людські, докіль будете твердосерді? Чого любите пусте й шукаєте неправду?                                                       |
| 4    | וּדְעוּ--כִּי-הִפְלָה יְהוָה, חָסִיד לוֹ; יְהוָה יִשְׁמַע, בְּקָרְאִי אֵלָיו       | καὶ γνῶτε ὅτι ἐθαυμάστωσεν κύριος τὸν ὅσιον αὐτοῦ· κύριος εἰσακούσεταί μου ἐν τῷ κεκραγέναι με πρὸς αὐτόν.                                    | Et scitote quoniam mirificavit Dominus sanctum suum Dominus exaudiet me cum clamavero ad eum                        | Знайте: Господь предивне своєму святому робить; Господь почує, коли візву до нього.                                                    |
| 5    | רִגְזוּ, וְאַל-תֶּחֱטָאוּ: אִמְרוּ בִלְבַבְכֶם, עַל-מִשְׁכַּבְכֶם; וְדֹמּוּ סֶלָה        | ὀργίζεσθε καὶ μὴ ἁμαρτάνετε· λέγετε ἐν ταῖς καρδίαις ὑμῶν καὶ ἐπὶ ταῖς κοίταις ὑμῶν κατανύγητε. διάψαλμα.                                     | Irascimini et nolite peccare quae dicitis in cordibus vestris in cubilibus vestris conpungimini [diapsalma]         | Тремтіть і не грішіть! Роздумайте в серцях ваших, на ложах ваших, і мовчіть!                                                           |
| 6    | זִבְחוּ זִבְחֵי-צֶדֶק; וּבִטְחוּ, אֶל-יְהוָה                            | θύσατε θυσίαν δικαιοσύνης καὶ ἐλπίσατε ἐπὶ κύριον.                                                                                            | Sacrificate sacrificium iustitiae et sperate in Domino multi dicunt quis ostendet nobis bona                        | Жертвуйте жертви справедливі і на Господа надійтесь!                                                                                   |
| 7    | רַבִּים אֹמְרִים, מִי-יַרְאֵנוּ-טוֹב: נְסָה עָלֵינוּ, אוֹר פָּנֶיךָ יְהוָה       | πολλοὶ λέγουσιν Τίς δείξει ἡμῖν τὰ ἀγαθά; ἐσημειώθη ἐφ᾽ ἡμᾶς τὸ φῶς τοῦ προσώπου σου, κύριε.                                                  | Signatum est super nos lumen vultus tui Domine dedisti laetitiam in corde meo                                       | Багато кажуть: «Хто нам покаже блага?» Яви нам, Господи, світло лиця твого!                                                            |
| 8    | נָתַתָּה שִׂמְחָה בְלִבִּי; מֵעֵת דְּגָנָם וְתִירוֹשָׁם רָבּוּ                     | ἔδωκας εὐφροσύνην εἰς τὴν καρδίαν μου· ἀπὸ καιροῦ σίτου καὶ οἴνου καὶ ἐλαίου αὐτῶν ἐπληθύνθησαν.                                              | A fructu frumenti et vini et olei sui multiplicati sunt                                                             | Дав ти моєму серцю радість більшу, ніж радість тих, що їм уродило удозвіль вина й хліба.                                               |
| 9    | בְּשָׁלוֹם יַחְדָּו, אֶשְׁכְּבָה וְאִישָׁן: כִּי-אַתָּה יְהוָה לְבָדָד; לָבֶטַח, תּוֹשִׁיבֵנִי | ἐν εἰρήνῃ ἐπὶ τὸ αὐτὸ κοιμηθήσομαι καὶ ὑπνώσω, ὅτι σύ, κύριε, κατὰ μόνας ἐπ᾽ ἐλπίδι κατῴκισάς με. ! tu me donnes la sécurité dans ma demeure. | In pace in id ipsum dormiam et requiescam                                                                           | Не встигну я лягти, у мирі вже засинаю, бо ти, о Господи єдиний, даєш мені безпечно жити.                                              |

## Літургійне використання

### Новий Завіт
- Четвертий вірш цитується у Посланні до Ефесян (Еф. 4:26)

### Католицька церква
Приблизно 530 AD святий Бенедикт Нурсійський вибрав цей псалом на початок ранкових Богослужінь як перший псалом у бенедиктинській літургії (розділи IX та X). У монастирях, які зберігають бенедиктинську традицію, у даний час його використовують у першу неділю.

### Юдаїзм
- П’ятий вірш є частиною вечірніх молитов Шемá.
- Сьомий вірш є частиною молитов на Великі Свята.

## Використання у музиці
Приблизно 1689 року Марк Антуан Шарпантьє написав твір «Cum invocarem» для солістів, хору, флейт, струнних інструментів та баса, H 198. Мішель-Рішар Делаланд написав мотет для цього псалому в 1692 році для Богослужінь, які відправлялися у королівській каплиці Версальського палацу, особливо для Людовика XIV. Анрі Демаре — сучасник Мішеля-Річарда Делаланда також написав мотет на текст цього псалому.